# 쓰레기통 모형

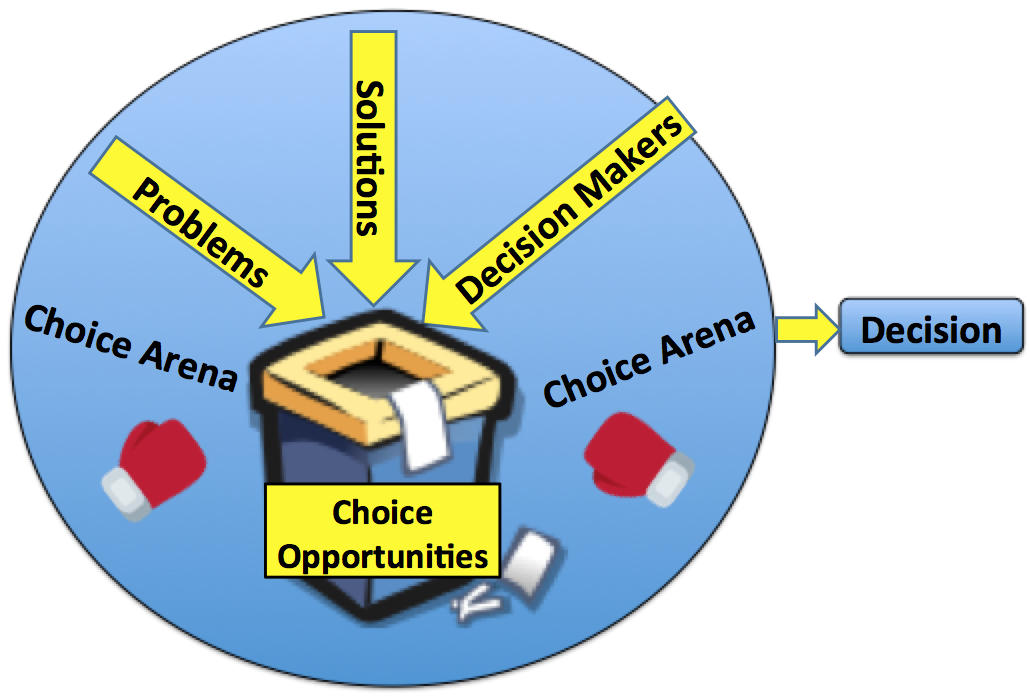
조직화된 무정부 상태에서 의사 결정을 내리는 쓰레기통 모델의 개념적 설명

쓰레기통 모형, 쓰레기통 프로세스 또는 쓰레기통 이론은 조직화된 무정부 상태에서 조직의 의사결정이 이루어지는 혼란스러운 현실을 설명한다. 이 모델은 마이클 D. 코헨, 제임스 G. 마치, 요한 P. 올슨이 작성한 1972년 세미나 논문인 "A Garbage Can Model of Organizational Choice"에서 시작되었다.
조직화된 무정부 상태는 문제가 있는 선호, 불분명한 기술 및 유동적인 참여를 특징으로 하는 조직 (사회과학) 또는 결정 상황(선택 기회라고도 함)이다. 일부 조직(예: 공공, 교육 및 불법 조직)은 이러한 조직적 무정부 상태의 특성을 더 자주 특징으로 하지만, 이러한 특성은 부분적으로 모든 조직을 부분적으로 설명할 수 있다.
이러한 맥락에서 조직의 의사결정에 대한 조직화된 무정부적 관점에서 쓰레기통 모델은 선택-기회/의사결정 상황(예: 아이디어가 논의되고 결정되는 회의)을 참가자들이 "쓰레기통"으로 상징하는 것이다. 문제와 해결책이 생성되는 동안 혼란스럽게 덤프한다. "쓰레기통"이라는 용어의 의미는 쓰레기통에 있는 항목이 정리되어 있는 지저분하고 혼란스러운 방식을 고려하면 가장 잘 이해된다. 이 모델은 문제, 해결책, 참가자/의사결정자를 각각 별도로 생성되고 서로 분리된 세 개의 독립적인 "스트림"으로 묘사한다. 이 세 가지 흐름은 네 번째 흐름이 선택의 기회인 쓰레기통과 같이 흐름이 유입될 때만 만난다. 단일 캔에 쓰레기(스트림)가 혼합되어 있는지(선택 기회)는 사용 가능한 캔의 혼합 여부, 각 캔에 부착된 라벨, 현재 생성되고 있는 쓰레기가 무엇인지에 따라 달라진다. 단일 쓰레기의 혼합은 쓰레기가 수집되어 현장에서 제거되는 속도에 따라 달라질 수도 있다. 예를 들어 문제, 해결책 또는 참가자가 다른 선택 기회로 이동하기까지의 시간 또는 시간에 따라 달라질 수 있다. 현재 선택 기회는 계속 제공된다. 의사결정에 대한 이러한 무정부주의적 관점은 전통적인 결정 이론과 대조된다.